# Ermengarda z Anjou (1146)
Ermengarda z Anjou (francouzsky Ermengarde d'Anjou, † 1. června 1146) byla akvitánská vévodkyně, hraběnka z Poitiers a vévodkyně bretaňská. Druhou část života trávila v klášterním ústraní.

## Život
Narodila se jako dcera Fulka, hraběte z Anjou a jeho první manželky Hildegardy z Beaugency. Roku 1089 byla provdána za mladého akvitánského vévodu Viléma. Záletný manžel ji však již po roce trvání manželství zapudil. Znovu se provdala roku 1093, kdy se stala druhou chotí bretaňského vévody Alana IV. Během jeho účasti na křížové výpravě spravovala panství a také se setkala s učením potulného kazatele Roberta z Arbrisselu.
Vévoda Alan se ze Svaté země vrátil a roku 1112 vzdal ve prospěch syna Conana vlády. Stal se mnichem v Redonu. Ermengarda pak vstoupila do kláštera Fontevrault, kde žili následovníci Roberta z Arbrisselu.
| „                          | Ty dcero Fulkova, ozdobo armorického kraje, krásná, cudná, nevinná, prostá, jasná a svěží... Leč ty, že Krista miluješ a odříkáš se světa, že oděv, potravu sdílíš jen s chudobnými, o to jsi krásnější a dražší svému Pánu. Ni smrt ni staroba cenu tvou nezničí. | “ |
| — Marbode, biskup renneský | |   |

Zřejmě kolem roku 1116 se do téhož kláštera uchýlila i Filipa z Toulouse, druhá choť záletného akvitánského vévody. Zdá se, že roku 1119, v době, kdy byla Filipa i Ermengardin muž Alan Bretaňský po smrti, žila Ermengarda na synově dvoře a podala na Viléma Akvitánského stížnost k církevnímu koncilu kvůli tomu, že ji kdysi opustil.
Poté se stala jeptiškou v cisterciáckém klášteře Larrey. Roku 1132 se vydala na návštěvu Svaté země, kde byl její bratr Fulko jeruzalémským králem. Po návratu do Francie založila u Nantes klášter Berzé a zřejmě se usídlila v klášteře v Redonu, kde byla po svém skonu jako žena pokročilého věku i pohřbena.